# هیرو فاینز-تیفین

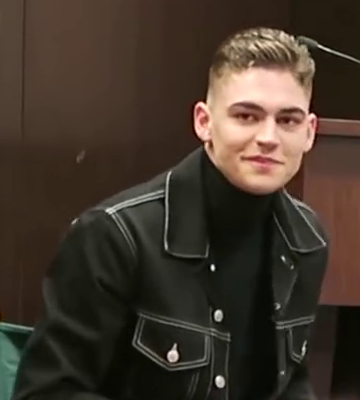

هیرو بوریگارد فالکنر فاینس-تیفین (انگلیسی: Hero Fiennes Tiffin؛ ‏ ‎/ˈfaɪnz/‎؛ ‏ زادهٔ ۶ نوامبر ۱۹۹۷) بازیگر و مدل بریتانیایی است که در ۱۱ سالگی با نقش تام ریدل در فیلم هری پاتر و شاهزاده دورگه معروف شد. هم چنین او در فیلم اقتباسی بعد از آن از رمانی نوشته آنا تاد، در نقش هاردین اسکات ظاهر شد.
M.N

## کودکی
فاینس-تیفین در ۶ نوامبر ۱۹۹۷ در لندن متولد شد. والدین او، جرج تیفین و مارتا فاینس، هردو کارگردان هستند. او در مدرسه امانوئل در بترسی تحصیل کرد و یک برادر بزرگ‌تر و یک خواهر کوچک‌تر دارد. فاینس-تیفین نوه بزرگ سر موریس فاینس و خواهرزاده رالف فاینس و جوزف فاینس است.

## مسیر شغلی
فاینس-تیفین در سال ۲۰۰۸ در نخستین نقش خود بعنوان اسپارتاک در فیلم درام بزرگ‌تر از بن ظاهر شد. او در برابر هزاران بازیگر جوان برای نقش جوانی ولدمورت انتخاب شد؛ اگرچه یک خبرگزاری دلیل این انتخاب را روابط خانوادگی او بیان کرد. دیوید یتس، کارگردان هری پاتر و شاهزاده دو رگه گفت فاینس-تیفین بخاطر تواناییش در یافتن «فضایی تاریک» حین خواندن دیالوگ‌ها برای نقش تام ریدل انتخاب شد. یتس گفت گرفتن این نقش بخاطر ارتباط او با رالف فاینس (دایی او) نبوده‌است. یتس او را فردی «متمرکز و منظم» خواند و گفت او «زوایا و حالات تاریک و روحیه عجیب کاراکتر» را داشت و «حالت عجیبی داشت که گویا تام ریدل را برای ما زنده می‌کرد.»
در سال ۲۰۱۸، فاینس-تیفین نقش اصلی فیلم بعد از آن را گرفت؛ و در سال ۲۰۱۹ مشغول بازی کردن بعد از برخورد ما شد. او در سال ۲۰۱۹ جایزه بازیگر مرد منتخب فیلم‌های دارم را در بخش جوایز برگزیده نوجوانان و جایزه ستاره نوظهور را در فستیوال فیلم ایشیا گرفت. در آوریل ۲۰۱۹، اعلام شد که فاینس-تیفین برای نقش بروکس در فیلم اختفا انتخاب شده‌است. همان سال، فیلمبرداری این فیلم در کانادا انجام و در ژوئیه ۲۰۲۰ اکران شد. هیرو با آژانس مدلیابی بریتانیایی استورم منجمنت قرارداد بسته و برای دولچه و گابانا، دیور و اچ اند ام مدل بوده‌است. در نوامبر ۲۰۱۹، او به عنوان چهره عطر جدید سالواتوره فراگامو انتخاب شد.
در سال ۲۰۲۰ کار خود را به عنوان بازیگر و تهیه‌کننده در فیلم بعد از سقوط ما و فیلم بعد از خوشحالی بی پایان شروع کرد. او در مصاحبه ای گفت: «از ابتدا به تهیه کنندگی علاقه داشتم و در طول دو سال اخیر هنگام ضبط فیلم‌های بعد از آن و بعد از برخورد ما، به دلیل ارتباط نزدیکی که با عوامل فیلمبرداری و کارگردان و تهیه کننده‌ها داشتم، تجربهٔ لازم را برای این کار کسب کردم.»

## زندگی شخصی
فاینس-تیفین به غیر از تبلیغ فیلم‌ها یا کارزارهای مدلینگ، معمولاً زندگی آرامی دارد. او تنها یک حساب فعال و تاییدشده در رسانه‌های اجتماعی دارد و در مصاحبه ای با مجله دابلیو در سال ۲۰۱۹ گفت: «من سال‌ها پیش برنامه‌های زیادی در موبایلم داشتم و بعد فهمیدم که فقط دارم وقتم را تلف می‌کنم و همه را پاک کردم؛ ولی به توصیه مدیر برنامه‌هایم اینستاگرام را نگه می‌دارم و کاملاً می‌فهمم و موافقم که ابزار مفید و قدرتمندی است، اگرچه ممکن است غرق در آن شوید. من آن برنامه را نصب کردم تا با دوستانم در ارتباط باشم ولی حالا که طرفداران زیادی مرا دنبال می‌کنند، مخاطبانم کمی متفاوت شده‌اند.»

## فیلم‌شناسی
| سال  | عنوان                    | نقش             | توضیحات     | منا.   |
| ---- | ------------------------ | --------------- | ----------- | ------ |
| ۲۰۰۸ | بزرگ‌تر از بن             | اسپارتاک        |             |        |
| ۲۰۰۹ | هری پاتر و شاهزاده دورگه | لرد ولدمورت     |             |        |
| ۲۰۱۲ | آرامش خصوصی              | کودکی چارلی     |             |        |
| ۲۰۱۶ | دارایی به قصد تأمین      | جک              |             |        |
| ۲۰۱۷ | زندگی مخفی گل‌ها          | آدام            |             |        |
| ۲۰۱۹ | بعد از آن                | هاردین اسکات    |             |        |
| ۲۰۲۰ | اختفا                    | بروکس گوستافسون |             |        |
| ۲۰۲۰ | بعد از برخورد ما         | هاردین اسکات    |             |        |
| ۲۰۲۱ | بعد از سقوط ما           | هاردین اسکات    |             |        |
| ۲۰۲۲ | بعد از خوشحالی بی پایان  | هاردین اسکات    | تکمیل‌شده‌است |        |
| TBA  | عشق اول                  | جیم آلبرایت     | پس‌تولید     | [ ۱۳ ] |

| سال  | عنوان                 | نقش          | توضیحات                 |
| ---- | --------------------- | ------------ | ----------------------- |
| ۲۰۱۹ | بعد از آن (کتاب صوتی) | هاردین اسکات | Chapter 98, "The Bet"   |
| ۲۰۲۰ | Day by Day            | Sam          | Episode "Big Nights In" |
| ۲۰۲۰ | Shoemaker of Dreams   | Narrator     | Chapter 13              |

| سال  | عنوان | نقش       | توصیحات | منا. |
| ---- | ----- | --------- | ------- | ---- |
| ۲۰۱۸ | امن   | یوان فولر | قسمت ۵  |      |
| ۲۰۱۸ | تونل  | لئو       | قسمت ۱  |      |
| ۲۰۱۹ | تصفیه | جک        | قسمت ۵  |      |

## جوایز و افتخارات
| سال  | جایزه                | موضوع                         | عنوان     | نتیجه | Refs             |
| ---- | -------------------- | ----------------------------- | --------- | ----- | ---------------- |
| ۲۰۱۹ | جایزه منتخب نوجوانان | بازیگر مرد منتخب یک فیلم درام | بعد از آن | برنده | [ ۱۴ ]           |
| ۲۰۱۹ | جشنواره فیلم ایسکیا  | ستاره نوظهور                  | خودش      | برنده | [ نیازمند منبع ] |